# Масерија Брикето (Козенца)
Масерија Брикето је насеље у Италији у округу Козенца, региону Калабрија.
Према процени из 2011. у насељу је живело 29 становника. Насеље се налази на надморској висини од 46 м.